# 赤井周司
赤井 周司（あかい しゅうじ、1960年1月 - ）は、日本の薬学者（有機合成化学・酵素触媒化学・医薬品化学）。学位は薬学博士（大阪大学・1987年）。大阪大学大学院薬学研究科教授。
日本学術振興会特別研究員、大阪大学大学院薬学研究科助教授、静岡県立大学薬学部教授などを歴任した。

## 概要
有機合成化学、酵素触媒化学、医薬品化学を専攻する薬学者である。ホウ素を用いてベンザインが反応する分子の向きを制御する新たな手法を確立した。日本学術振興会の特別研究員を経て、大阪大学や静岡県立大学で教鞭を執った。

## 来歴

### 生い立ち
1960年生まれ。大阪大学の薬学部製薬化学科にて薬学を学び、1982年に卒業した。その後、大阪大学の大学院に進み、薬学研究科にて薬学を修め、1987年に博士後期課程を修了した。その際、大阪大学より薬学博士の学位を授与された。博士論文の題は「11-デオキシアントラサイクリンの合成研究」。

### 研究者として
大学院修了後は、2年ほど日本学術振興会の特別研究員として大阪大学の薬学部に在籍した。1989年、大阪大学の薬学部の助手として採用された。その後、大阪大学にて勤務を続けたが、一時、文部省の長期在外研究員に選ばれ、アメリカ合衆国のマサチューセッツ工科大学の化学科にて研究を行った。1998年、所属が大阪大学の薬学部から大学院の薬学研究科に移る。2005年には、大阪大学大学院の薬学研究科の助教授に昇任した。
同年、静岡県立大学に転じ、薬学部の教授に就任した。薬学部では、薬科学科にて化学を通じ医薬品の創出を目指す講義を担当した。また、同大学の大学院にて薬学研究科の教授を兼任した。
2013年、再び大阪大学に戻り、大学院の薬学研究科にて教授に就任した。

## 研究

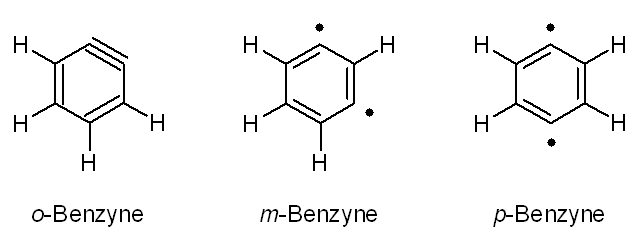
ベンザイン

専門は薬学であり、特に有機合成化学、酵素触媒化学、医薬品化学に関する分野を中心に研究している。特にベンザインについての研究が知られており、ホウ素を用いてベンザインが反応する分子の向きを制御する新たな手法を確立した。この手法により、分子の向きを制御して炭素どうしを結合させることで、炭素骨格を構築することができるようになった。この研究は大きな反響を呼び、静岡県立大学薬学部助教の井川貴詞らと著した論文は学術雑誌『アンゲヴァンテ・ケミー』にも収録された。

## 論文
- 国立情報学研究所収録論文 国立情報学研究所